# 황대준
황대준(黃大俊, 1988년 5월 3일~)은 재일 한국인 축구 선수이다. 수비수 황대성의 친동생이다.